# Kryoterapie

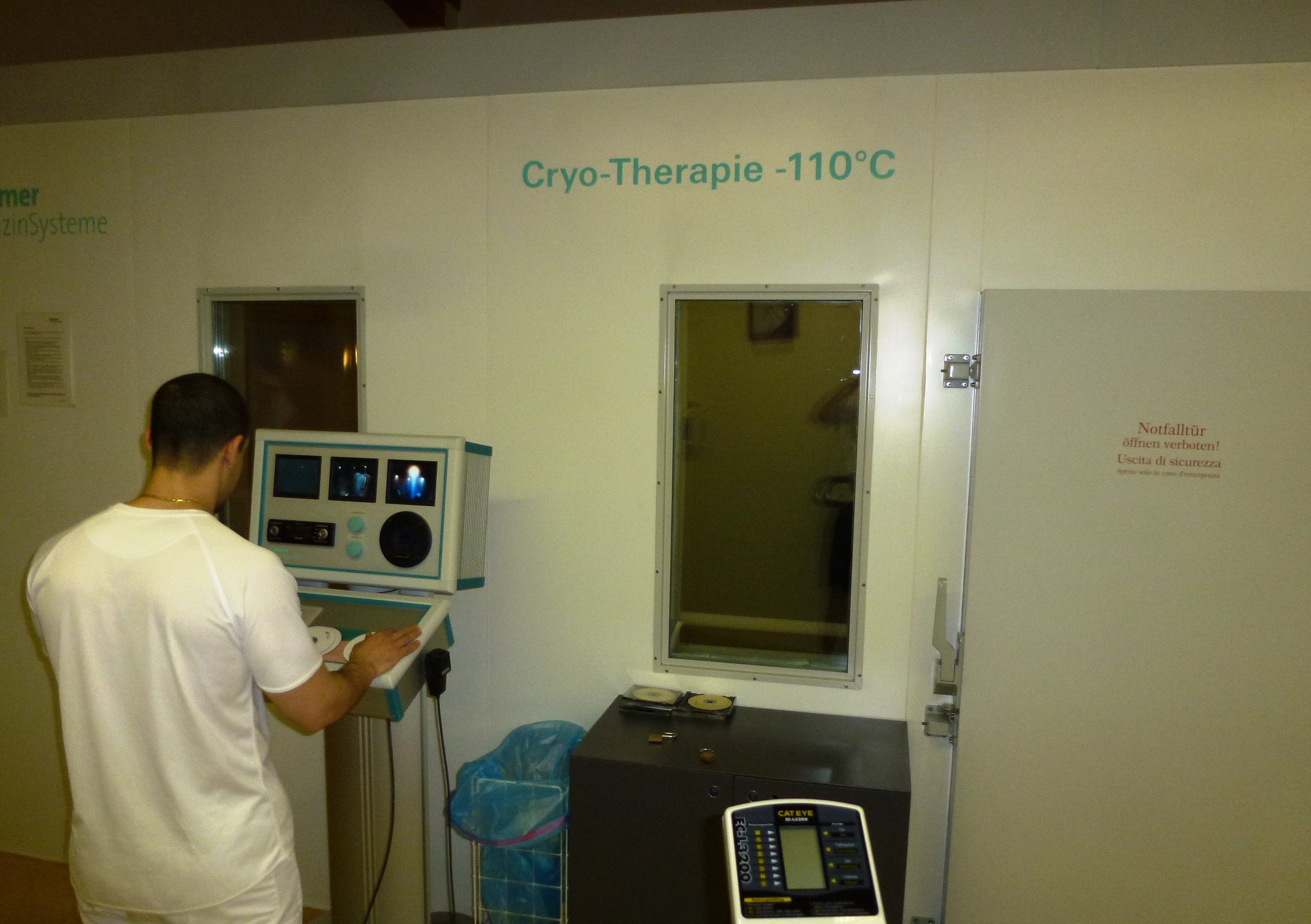
Kryokomora při −110 °C

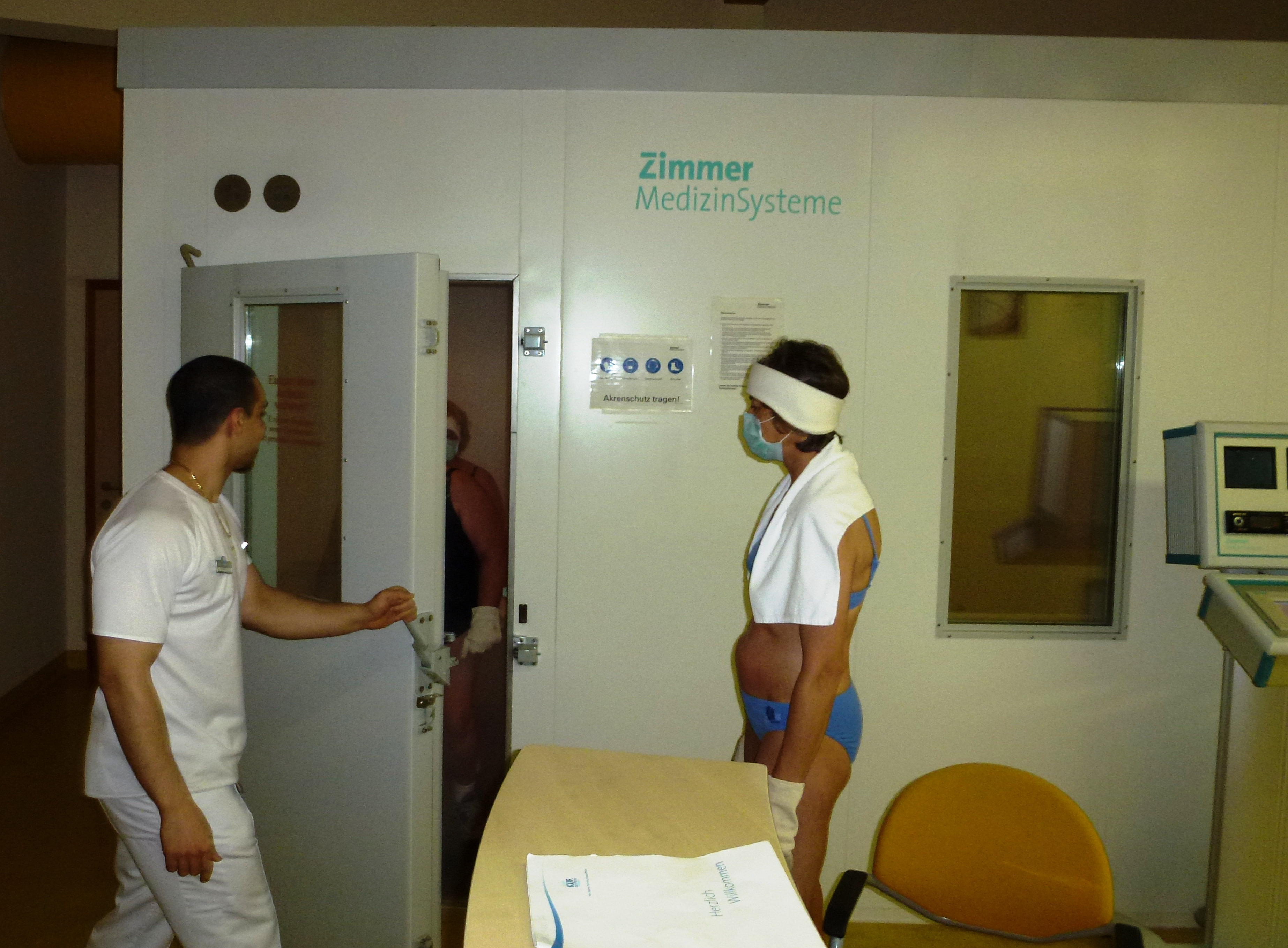
Pacienti kryoterapie během příprav na cca 3minutovou léčbu

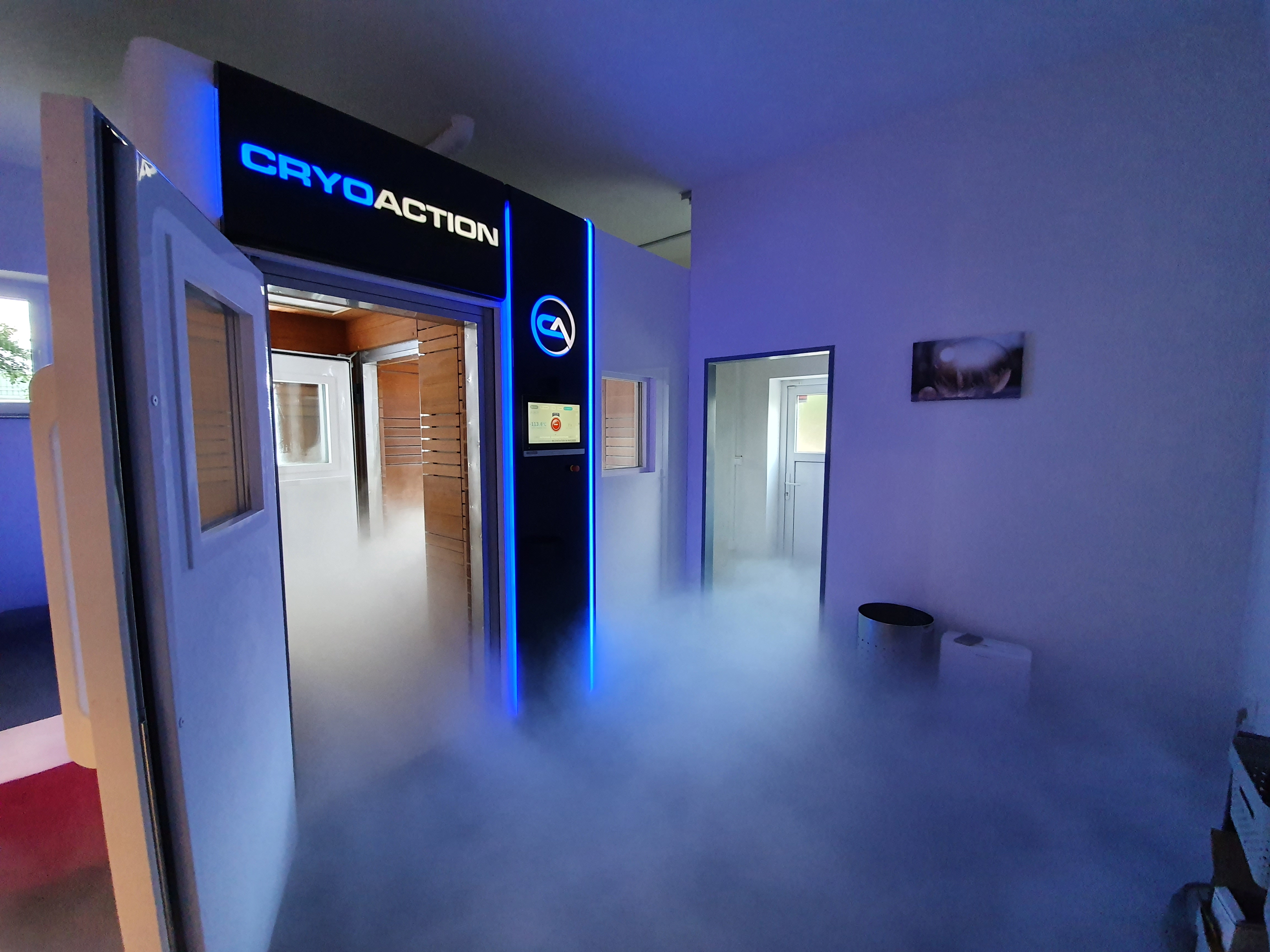
Kryokomora nové generace od firmy CryoAction

Kryoterapie je metoda, při níž je organismus krátkodobě vystaven extrémně nízkým teplotám. Kryoterapie může být aplikována lokálně nebo celkově. Při lokální aplikaci je chlad zaměřen pouze na malou oblast těla. Celková kryoterapie je aplikována na povrch celého těla v kryokomoře a to obvykle po dobu 1–3 minut. Hlavním cílem celkové kryoterapie je vyvolat fyziologickou reakci těla na extrémní chlad.

## Historie kryoterapie
Nízkých teplot využívali k léčebným účelům již staří Egypťané i Hippokratés. Zájem o kryoterapii postupně vzrůstal od poloviny 19. století a k výraznějšímu využití kryoterapie začalo docházet na přelomu 20. století.

## Nejčastější indikace
- akutní i chronická onemocnění pohybového ústrojí – bolesti zad, kloubů, svalů (revmatická a zánětlivá onemocnění měkkých tkání i kůže, revmatoidní artritida, degenerativní kloubní onemocnění – osteoartróza), Bechtěrevova nemoc (chronické zánětlivé onemocnění především páteřních obratlů)
- rehabilitace po operacích, úrazech, zhmoždění tkání – po operacích páteře, velkých kloubů (včetně kl. náhrad), po amputacích, poúrazové a pooperační hematomy a otoky
- psychická únava – vyčerpání, deprese, stres, chronický únavový syndrom, bolesti hlavy – migrény
- autoimunitní onemocnění a poruchy imunity
- chronická onemocnění dýchacího systému, astma, spastická bronchitida
- dermatologické problémy – akné, celulitidy, neurodermitida (zánětlivé onemocnění kůže spojené s tvorbou ohraničených ložisek z pupínků a úporným svěděním), kožní i kloubní projevy lupénky (kožní neinfekční onemocnění postihující především kůži)
- celulitida (pomerančová kůže)
- tinnitus (zvonění a pískání v uších)
- svalová únava – při sportu, namáhavé práci
- roztroušená skleróza (skleróza multiplex), ALS

Kryoterapie dále účinně pomáhá při zvládání stavů po kosmetických a plastických operacích, při senné rýmě nebo pro zvyšování výkonnosti aktivních sportovců, zvyšování odolnosti proti infekčním chorobám či pro zlepšení funkce imunitního systému.

## Kontraindikace
- lidé s kardiostimulátorem

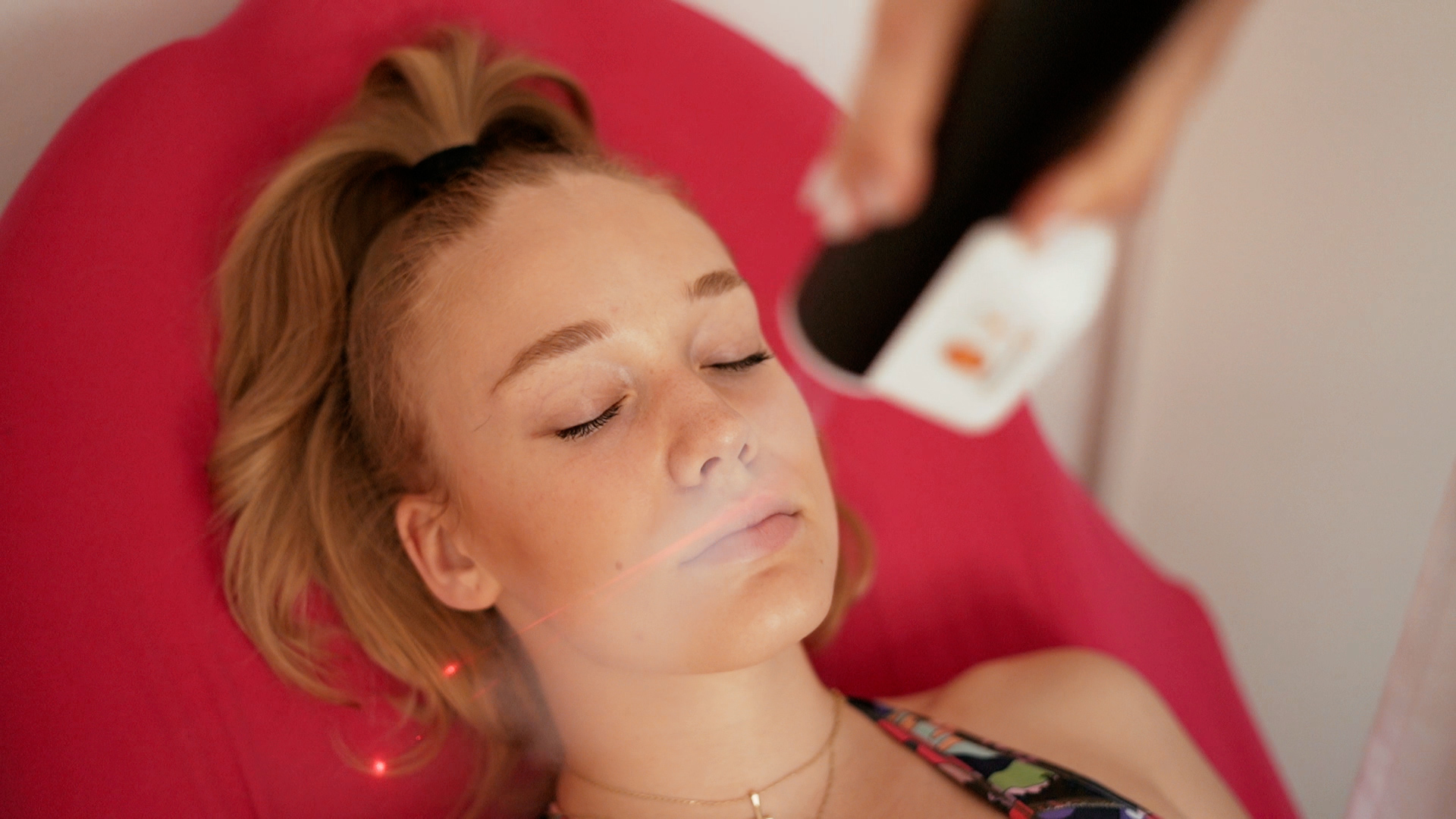
Kryokosmetika – lokální kryoterapie obličeje

- s nádorovým onemocněním (i jen ve sledování)
- se stabilně vysokým krevním tlakem nad 160 / 110
- trpící klaustrofobií (malé prostory)
- alergie na chlad (prokázána)
- s akutním horečnatým onemocněním (viróza)
- akutní onemocnění srdce a oběhového systému (po infarktu lze až po 6 měsících, nestabilní angina pectoris, plicní embolie)
- zánět žil, stavy po periferních emboliích, onemocnění tepen
- velké zanícené otevřené rány (bércové vředy)
- chudokrevnost
- gravidní ženy
- osoby nad 75 let
- alkoholová nebo drogová závislost

## Kryokomora

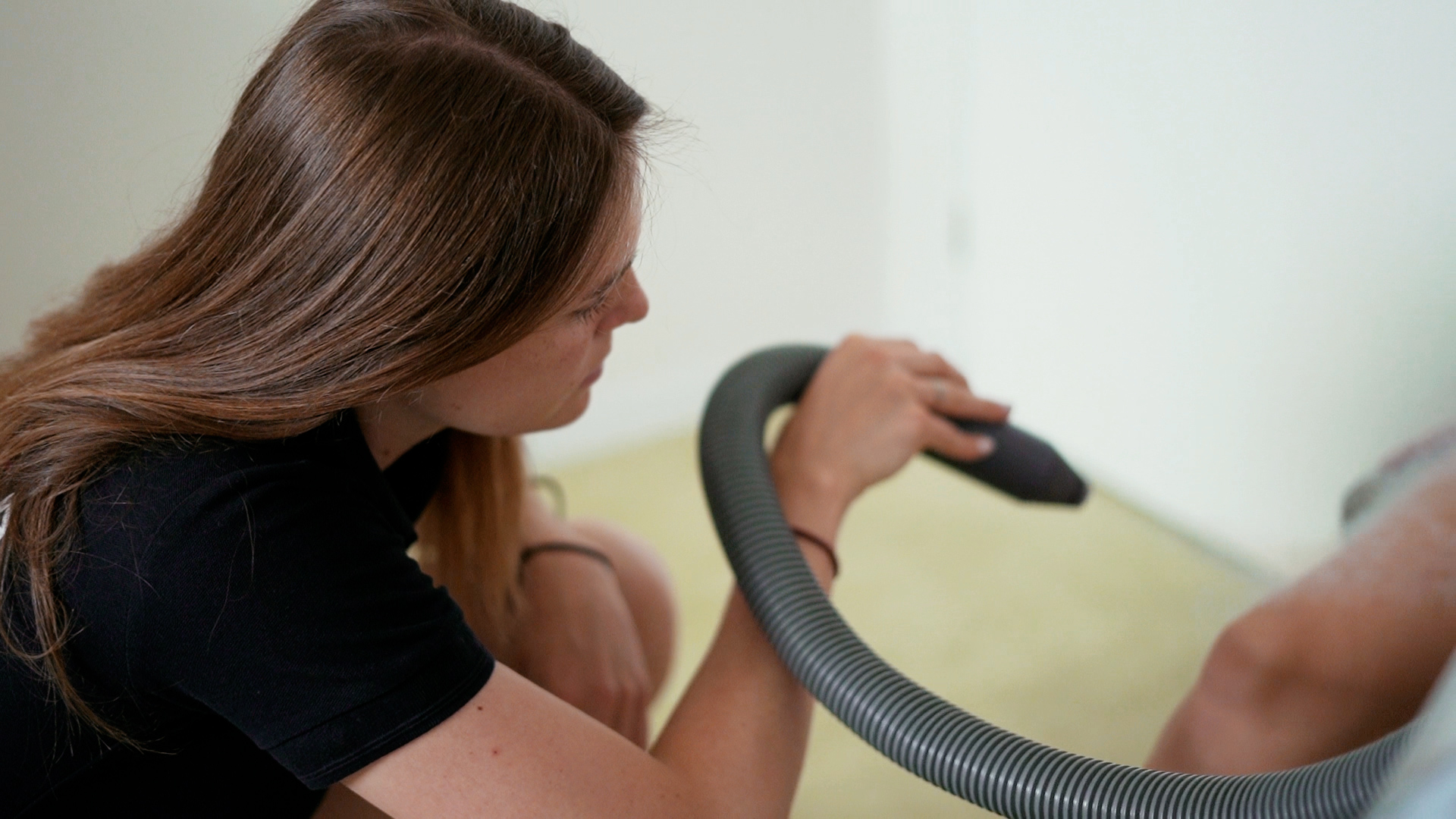
Ošetření kolene pomocí lokální kryoterapie

Kryokomora (také kryosauna či polárium) se skládá z předkomory a hlavní komory. V předkomoře je chlad mezi −40 °C až −60 °C (tam se člověk připravuje na vstup do hl. komory), později vstoupí do hlavní komory, kde zůstane po dobu 1 až 3 min při teplotě −100 °C až −160 °C.
Díky signálům z kožních receptorů si mozek uvědomí, že nemůže bojovat s tímto extrémním chladem a zahájí velmi unikátní procesy. Tělo přestane posílat zahřátou krev do periferií a kůže, místo toho spustí silné vazokonstrikce krevních cév a kapilár, aby udrželo teplotu jádra těla na 37 °C.  Krev je odváděna z periferií do vnitřního oběhu k ochraně životně důležitých orgánů. Tento proces vede k obohacování krve o např. hormony, enzymy a kyslík a cirkulaci do vnitřních orgánů pod vyšším krevním tlakem.  Když následně opustíte kryokomoru, dochází k rychlé vazodilataci (roztažení cév), protože vyšší vnitřní krevní tlak žene obohacenou krev zpět do periferií. Tělo také uvolňuje do krve endorfiny a dopamin, které poskytují euforický pocit a zlepšení nálady.
Chladicím médiem v těchto komorách bývá většinou kapalný dusík nebo tepelná čerpadla.

## Typy kryokomor
Podle konstrukce a způsobu chlazení se kryokomory (kryosauny) dělí na:
- jednomístné kryoválce (vychlazované přímo – dusíkem)
- kryokomory nejstarší (vychlazované přímo – vzduchem)
- kryokomory standardní (vychlazované nepřímo – dusíkem)
- kryokomory elektrické (vychlazované nepřímo)
- kryokomory nové generace (s řízenou cirkulací dusíku)

### Jednomístné kryoválce (vychlazované přímo – dusíkem)
Tento typ využívá kapalného dusíku k rychlému a přímému vychlazení prostoru kryoválce. Ve skutečnosti neumožňuje plnohodnotnou celotělovou kryoterapii, protože hlava během terapie zůstává mimo chladnou oblast. Je to nutné z toho důvodu, že dusík může být při větším nadýchání nebezpečný. Díky přímému chlazení se sice dosáhne teplot až −170 °C, ale tato teplota je prakticky soustředěna jen na oblast nohou a spodního trupu. U ramenou je již chlazení nedostatečné a hlava je v běžné pokojové teplotě. Terapie není dokonalá, hrozí větší riziko omrzlin u nohou, ale hlavní nebezpečí je, že se během terapie nadýcháte dusíku, který vytěsňuje kyslík (to může vést až ke ztrátě vědomí).

### Kryokomory nejstarší (vychlazované přímo vzduchem)
Starší typ kryokomor, kde k vychlazení prostoru dochází přímo, využívá se k tomu zkapalněného vzduchu. Většinou jsou dimenzovány pro více osob, mají předkomoru i hlavní komoru. Případně jsou tato zařízení zapuštěná pod úroveň podlahy a místo předkomory se využívá chladného vzduchu, který se drží u dveří do hlavní komory – tzv. kryodůlek. U těchto zařízení dochází k vychlazení celého prostoru na velmi nízkou teplotu, nejčastěji se používá −120 až −130 °C. Teplota ale více kolísá a v místech, kde se vhání podchlazený vzduch do kryokomory. Je zde silnější proudění a hrozí větší riziko omrzlin. Komory nemají plně uzavřený systém, teplejší vzduch odchází stropem a do komory se dostává více vzdušně vlhkosti. Značně snížená viditelnost v komoře také snižuje bezpečnost procedury a vede i k dezorientaci uvnitř.

### Kryokomory standardní (vychlazované nepřímo dusíkem)
Zařízení, kde dochází k vychlazení prostoru nepřímo, využívá se k tomu zkapalněného dusíku, který pomocí výměníků ochlazuje vzduch uvnitř kryokomory. U tohoto typu dochází k postupnému ochlazování prostoru na velmi nízkou teplotu, ale často jen do poloviny těla. Nejčastěji se používá −120 až −130 °C, teplota se vzdáleností od podlahy (kde je nejnižší) postupně narůstá. Ve výšce hlavy je většinou teplota vzduchu i v plusových hodnotách. Nedochází tedy k žádoucímu ochlazení ramenou a hlavy, které je velmi důležité. Některé zařízení se tento deficit snaží dohnat ventilací, cirkulace vzduchu je však většinou nedostatečná a spíše může vést k nežádoucímu efektu omrzlin v blízkosti ventilátoru (viz předchozí typ). Tyto komory už mají uzavřený systém větrání a dochází k odvlhčování vzduchu uvnitř. Bezpečnost je zajišťována kyslíkovými senzory a lepší viditelností (menší vlhkost vzduchu).

### Kryokomory elektrické
Zařízení, kde k vychlazení prostoru dochází nepřímo elektricky. Využívá se k tomu několik stupňů kompresorů, které ochlazují vzduch uvnitř kryokomory. U tohoto typu se většinou podaří dosáhnout teploty −110 °C a při otevření dlouho trvá, než se vzduch uvnitř opět vychladí. Aby se dosáhlo pocitově nižší teploty, využívá se ventilátorů u stropu. Na klienty pak shora fouká chladnější vzduch. Tyto komory mají uzavřený systém větrání a dochází k odvlhčování vzduchu uvnitř. Bezpečnost je zajištěna lepší viditelností (menší vlhkost vzduchu).

### Kryokomory nové generace (s řízenou cirkulací dusíku)
Tento zatím nejmodernější typ kryokomor také využívá dusíku k nepřímému vychlazení vnitřního prostoru. Hlavní inovací je však řízená cirkulace chladicího média (dusíku) přímo ve výměnících. Díky tomu dochází k rovnoměrnějšímu ochlazování celého prostoru na velmi nízkou teplotu. I v oblasti hlavy je stále teplota hluboko v minusových hodnotách a zajišťuje ideální stimulaci celého organismu (nejvíce termoreceptorů je totiž v oblasti zátylku a obličeje). Zároveň je uvnitř minimalizováno riziko omrzlin z cirkulujícího vzduchu. Přestože mají tyto komory parametry na ochlazení k až −160 °C, tak se nejčastěji používá nastavení na −115 až −120 °C, nižší teplota už by mohla být nebezpečná. Klienti sami poznají rozdíl, pokud mají porovnání se staršími typy. Bezpečnost je zajišťována kyslíkovými senzory, lepší viditelností, vnitřní kamerou a online napojením na technické oddělení výrobce.

## Lokální kryoterapie
Při lokální kryoterapii je pomocí speciálního přístroje ošetřováno chladem až −160 °C konkrétní místo. Nejčastěji se používá při zraněních (podvrtnutý kotník, natržené svaly, natažené vazy v koleni, bolestivé rameno, tenisový loket, apod.) nebo zánětech. Lokální kryoterapie je nejúčinnější v prvotní fázi zánětu nebo zranění, kdy prudké ochlazení zabrání vzniku otoku i šíření zánětu. Díky tomu se nemocné místo lépe prokrvuje a má tak dost kyslíku a potřebných živin. Lokální kryoterapie je ale velmi účinná i u pooperačních stavů, kdy výrazně urychluje rekonvalescenci.
Lokální kryoterapie se využívá také pro tzv. kryokosmetiku (cryobiolifting), kdy je chladem ošetřován obličej. Je to bezbolestná metoda, při které se stimuluje pokožka obličeje a krku pomocí chladu. Kožní buňky se tak lépe okysličí. Výsledkem je lepší tvorba kolagenu, vyhlazení drobných vrásek a omlazení pokožky.